# Спрингервил (Аризона)
Спрингервил (енгл. Springerville) град је у америчкој савезној држави Аризона. По попису становништва из 2010. у њему је живело 1.961 становника.

## Демографија
Према попису становништва из 2010. у граду је живело 1.961 становника, што је 11 (0,6%) становника мање него 2000. године.
| Група             | 2000.         | 2010.         |
| Белци             | 1.318 (66,8%) | 1.343 (68,5%) |
| Афроамериканци    | 4 (0,2%)      | 5 (0,3%)      |
| Азијати           | 8 (0,4%)      | 19 (1,0%)     |
| Хиспаноамериканци | 497 (25,2%)   | 482 (24,6%)   |
| Укупно            | 1.972         | 1.961         |